# Útok na nemocnici v Buďonnovsku
Útok na nemocnici v Buďonnovsku se odehrával od 14. do 19. června 1995, když velká skupina čečenských militantů pod vedením Šamila Basajeva přepadla město Buďonnovsk v Stavropolském kraji na jihu Ruska, obsadila místní nemocnici a zadržovala v ní přes 1500 rukojmí. Při těchto událostech zahynulo podle oficiálních zdrojů minimálně 129 lidí, přes 400 jich bylo zraněno.

## Pachatelé
Přesný počet teroristů, který se útoku zúčastnili, není znám. Nejnižší odhady hovoří o 80 lidech, pravděpodobně jich však bylo kolem 150, možná až přes 200. Jejich hlavním velitelem a iniciátorem útoku byl Šamil Basajev, mezi dalšími předními účastníky byli i povstalečtí velitelé Aslambek Abdulchadžiev, Aslambek Ismajli nebo Arbi Barajevo. Kromě Čečenců se útoku zúčastnilo i několik desítek arabských mudžahedínů velitele Ibn Al-Chattába (který se však útoku nezúčastnil).

## Útok
Většina teroristů v čele s Basajevem pronikla do města Buďonnovsk (vzdáleného od čečenských hranic asi 110 km) na několika nákladních autech, vydávajíc se za ruský vojenský konvoj převážející rakve s padlými vojáky. Přes několik ruských bezpečnostních kontrol prošli i díky úplatkům. Další část teroristů již dříve infiltrovala město v menších skupinách. Po příjezdu do Buďonnovska kolem poledne 14. června ozbrojenci zaútočili nejprve na místní policejní stanici, kde usmrtili většinu policistů. Následně se rozptýlili po městě a napadli několik administrativních a veřejných budov, nad kterými vyvěsili čečenskou vlajku, vzali mnoho lidí v budovách i na ulicích za rukojmí a střílejíce po náhodných kolemjdoucích se s nimi začali přesouvat k městské nemocnici.
Tu obsadili a zadrželi v ní přes 600 pacientů a 400 nemocničních zaměstnanců, v budově navíc shromáždili i téměř 600 civilistů zajatých ve městě. Krátce po obsazení teroristé vybrali mezi rukojmími 6 mužů a na výstrahu ostatním je před hlavní budovou popravili. Po celé budově začali rozmisťovat výbušniny.
Dne 15. června teroristé předložili své požadavky, mezi které patřilo ukončení první čečenské války a zahájení přímých jednání s čečenskými představiteli ze strany ruské vlády. Kolem osmé večer dal Basajev popravit jednoho rukojmího a když do nemocnice v požadovaný čas nepřišli novináři, téhož dne dal popravit pět dalších. 
Dne 17. června kolem 5. hodiny ráno se ruské speciální síly pokusily budovu obsadit, narazily však na silný ozbrojený odpor teroristů, kteří navíc využívali rukojmí jako lidské štíty. V přestřelkách tak zahynulo mnoho civilistů a několik vojáků. Přesto se ruským silám podařilo osvobodit 61 lidí. Po stažení ruských jednotek došlo k dočasnému zastavení palby a teroristé propustili přes 150 dětí a těhotných žen. O několik hodin později došlo k dalším dvěma ruským pokusům o obsazení budovy, též však skončily neúspěšně a vyžádaly si další mrtvé. Tváří v tvář patové situaci a hrozbě narůstání počtu obětí se ruská vláda rozhodla přikročit k jednáním s teroristy. 

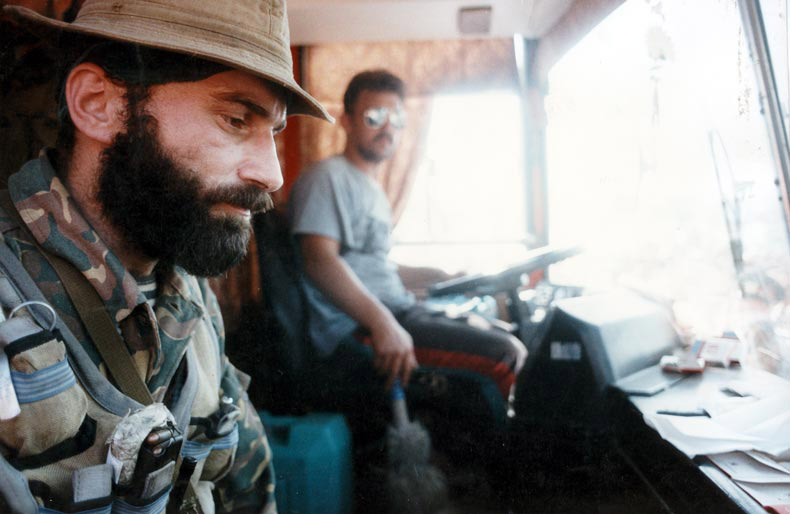
Šamil Basajev v autobuse s rukojmími při návratu do Čečenska

Dne 18. června došlo k telefonickým rozhovorům mezi ruským premiérem Viktorem Černomyrdinem a Šamilem Basajevem, při kterých dosáhli kompromisní dohody. Rusko pozastavilo ozbrojené akce v Čečensku a přislíbilo zahájení jednání s čečenskými představiteli. Teroristům byl zaručen bezpečný návrat do Čečenska.
Dne 19. června teroristé propustili většinu rukojmích a vyměnili je za 123 dobrovolníků z řad novinářů, příbuzných rukojmí, poslanců Státní dumy (např. Julije Rybakova), oficiálních představitelů města a regionu. Nastoupili s nimi do několika připravených autobusů a přesunuli se do Čečenska, kde je ve vesnici Zandak 20. června všechny propustili.

## Oběti a následky
Události v Buďonnovsku si podle oficiálních údajů vyžádaly na ruské straně celkově 129 obětí, z toho 18 policistů a 17 vojáků (neoficiální zdroje uvádějí o něco vyšší počet obětí), minimálně 415 dalších lidí bylo zraněno, zahynulo také nejméně 11 teroristů.
Mnozí odborníci pokládají útok na Buďonnovsk za rozhodující zvrat v událostech první čečenské války. Teroristy vynucené pozastavení ruské ofenzivy, které bylo později po jednáních s čečenskými představiteli prodlouženo až do října, dalo oslabeným čečenským povstalcům čas vojensky se vzpamatovat a lépe se připravit na následnou partyzánskou protiofenzívu. Události v Buďonnovsku zároveň šokovaly ruskou veřejnost, vedly k silné kritice ruské vlády a zvýšenému odporu vůči čečenské válce. Všechny tyto aspekty nakonec přispěly k odchodu ruských vojsk z Čečenska.
Z dosud málo známého polního velitele Šamila Basajeva se po událostech v Buďonnovsku stal pro mnohé Čečence národní hrdina, výrazně vzrostl jeho vojenský vliv mezi povstalci a později začal být považován za hlavního vůdce radikálního křídla čečenských separatistů. Během druhé čečenské války se stal organizátorem velkého počtu teroristických útoků včetně podobně závažných krizí v r. 2002 v Moskvě a v r. 2004 v Beslanu. Basajev byl zabit pravděpodobně jednotkami ruské tajné služby v roce 2006.
Dne 30. června 1995 v důsledku ruských neúspěchů v bojích s teroristy odešli do výslužby ruský vicepremiér Nikolaj Jegorov, ředitel FSB Sergej Stapašin, ministr vnitra Viktor Jerin a gubernátor stavropolského kraje Jevgenij Semjonovič Kuzněcov.
V následujících letech po útoku bylo zabito více než 30 dalších teroristů, kteří se ho zúčastnili, přes 20 jich bylo zadrženo a stavropolským soudem odsouzeno k dlouholetým trestům. Mnoho řadových účastníků teroristické akce se však zadržet nepodařilo nebo nebyli identifikováni.